# Kividunört
Kividunört (Epilobium brunnescens) är en dunörtsväxtart som först beskrevs av Leonard C. Cockayne, och fick sitt nu gällande namn av Peter Hamilton Raven och T. E. Raven. Enligt Catalogue of Life ingår Kividunört i släktet dunörter och familjen dunörtsväxter, men enligt Dyntaxa är tillhörigheten istället släktet dunörter och familjen dunörtsväxter. Arten har ej påträffats i Sverige.

## Underarter
Arten delas in i följande underarter:
- E. b. beaugleholei
- E. b. brunnescens
- E. b. minutiflorum